# Fortuna '54 in het seizoen 1961/62
Het seizoen 1961/1962 was het achtste jaar in het bestaan van de Geleense betaaldvoetbalclub Fortuna '54. De club kwam uit in de Eredivisie en eindigde daarin op de 12e plaats. Tevens deed de club mee aan het toernooi om de KNVB Beker, hierin werd in de derde ronde verloren van Wilhelmina (0–5).

## Wedstrijdstatistieken

### Eredivisie
|       | ADO   | Ajax  | Blauw-Wit | DOS   | DWS/A | Sportclub Enschede | Feijenoord | GVAV  | MVV   | NAC   | PSV   | Rapid JC | Sparta | Volendam | De Volewijckers | VVV   | Willem II |
| ----- | ----- | ----- | --------- | ----- | ----- | ------------------ | ---------- | ----- | ----- | ----- | ----- | -------- | ------ | -------- | --------------- | ----- | --------- |
| Thuis | 3 – 0 | 2 – 2 | 0 – 0     | 2 – 2 | 2 – 2 | 5 – 0              | 1 – 4      | 0 – 3 | 2 – 2 | 0 – 3 | 1 – 3 | 0 – 1    | 1 – 0  | 6 – 1    | 5 – 2           | 4 – 1 | 1 – 3     |
| Uit   | 2 – 1 | 3 – 4 | 7 – 0     | 2 – 3 | 2 – 1 | 1 – 1              | 1 – 1      | 0 – 0 | 3 – 1 | 0 – 0 | 0 – 1 | 0 – 3    | 3 – 1  | 2 – 1    | 2 – 4           | 3 – 0 | 2 – 0     |

### KNVB Beker
| 3e ronde                                              | Wilhelmina                                             | 5 – 0 (4 – 0) | Fortuna '54 |
| 28 april 1962 Plaats: 's-Hertogenbosch De Wolfsdonken | Martin Kastelijn 6', 16', 26', 82' Nico Gloudemans 27' |               |             |

## Statistieken Fortuna '54 1961/1962

### Eindstand Fortuna '54 in de Nederlandse Eredivisie 1961 / 1962
| Stand | Gespeeld | Gewonnen | Gelijk | Verloren | Punten | Doelpunten voor | Doelpunten tegen |
| ----- | -------- | -------- | ------ | -------- | ------ | --------------- | ---------------- |
| 12e   | 34       | 11       | 9      | 14       | 31     | 57              | 61               |

### Topscorers
| #      | Naam             | Goal |
| ------ | ---------------- | ---- |
| 1.     | Spitz Kohn       | 15   |
| 2.     | Faas Wilkes      | 13   |
| 3.     | Peter Benen      | 9    |
| 4.     | Jean Munsters    | 6    |
| 5.     | Henk Angenent    | 5    |
| 5.     | Frans Kerens     | 5    |
| 7.     | Michael Pfeiffer | 2    |
| 8.     | Pierre Custers   | 1    |
| 8.     | Jan Notermans    | 1    |
| Totaal | Totaal           | 57   |

| #      | Naam        | Goal |
| ------ | ----------- | ---- |
| –      | Geen speler | 0    |
| Totaal | Totaal      | 0    |

## Voetnoten
ADO ·
Ajax ·
Blauw-Wit ·
DOS ·
DWS/A ·
Sportclub Enschede ·
Feijenoord ·
Fortuna '54 ·
GVAV ·
MVV ·
NAC ·
PSV ·
Rapid JC ·
Sparta ·
Volendam ·
De Volewijckers ·
VVV ·
Willem II